# Mycena vulgaris
Mycena vulgaris es una especie de hongo basidiomicetos,  de la familia Mycenaceae, perteneciente al género Mycena.

## Sinónimos
- Agaricus vulgaris (A. De Bari,1794)
- Prunulus vulgaris (Murrill 1916)